# 인 더 블러드
《인 더 블러드》(영어: In the Blood)는 2014년 공개된 영화이다.

## 출연

### 주연
- 지나 카라노
- 캠 지갠뎃
- 대니 트레조

### 조연
- 루이스 구즈만
- 스티븐 랭
- 아마우리 놀라스코
- 이스마엘 크루즈 코르도바
- 트리트 윌리암스
- 이베드 예이츠
- 엘로이즈 멈포드
- 벤 브레이
- 해나 코리
- 에디 J. 페르난데즈
- 브라이언 테스터
- 오스카 H. 구에레로

## 기타
- 라인PD: 줄리 하틀리
- 조감독: 프랭클린 A. 발레트
- 미술: 모니카 몬세라테
- 시각효과: 빌 퍼킨스
- 분장: 도미니크 보렐
- 배역: J.C. 캔터
- 프로덕션매니저: 줄리 하틀리